# Ciclo de vida de uma tecnologia
O ciclo de vida típico de um processo de fabricação ou sistema de produção, desde
os estágios de sua concepção inicial até o culminar como uma técnica ou procedimento
de prática comum ou até sua morte. O eixo Y
do diagrama mostra o ganho comercial para o proprietário da tecnologia, enquanto o eixo X rastreia sua vida útil.
O ciclo de vida de uma tecnologia compreende o período que vai desde o surgimento do artefato tecnológico até a sua total decadência, quando é substituído por outra tecnologia.
O ciclo começa no ponto em que artefatos precursores da tecnologia em questão podem ser identificados, porém ainda não estão reunidos sob a forma de uma nova tecnologia. Isso leva a algum indivíduo, o inventor, a juntá-los de alguma forma e dar vida à nova tecnologia. Essa nova invenção é desenvolvida e aperfeiçoada até atingir um estado de maturidade e alcançar o grande público. Devido ao sucesso e a difusão dessa tecnologia, começam a surgir novos pretendentes a concorrerem com ela, porém, inicialmente apresentam algumas inconveniências que os impedem de se popularizar. Resolvidas essas inconveniências, o novo pretendente se apresenta apto para substituir a antiga tecnologia, fazendo com que ela comece a se tornar obsoleta. Quando a nova tecnologia ganha maturidade a antiga passa a ser considerada uma antiguidade.

## Os sete estágios do ciclo
No ciclo de vida de uma tecnologia podemos identificar sete estágios distintos, onde cada estágio do ciclo representa uma série de circunstâncias pelas quais toda tecnologia tem que passar no período de sua existência. A seguir estão descritos cada estágio em particular:
1. Precursores: Os pré-requisitos de uma tecnologia existem, e os visionários podem contemplar esses elementos sendo combinados.
2. Invenção: O inventor harmoniza curiosidade, habilidades científicas e determinação combinando métodos de uma nova maneira para trazer à vida uma nova tecnologia.
3. Desenvolvimento: Período crucial em que a invenção é protegida e auxiliada por seus entusiastas, podendo envolver criações adicionais de maior significância que a invenção original.
4. Maturidade: Apesar de continuar se desenvolvendo, a tecnologia agora tem vida própria e torna-se parte independente e estabelecida na sociedade.
5. Pretendentes: Aqui começam a aparecer as primeiras ameaças para eclipsar a tecnologia vigente. Essas novas tecnologias ainda faltam um elemento chave de funcionalidade e qualidade.
6. Obsolescência: A nova tecnologia obtém sucesso em substituir a tecnologia vigente, que começa a declinar gradualmente.
7. Antiguidade: A antiga tecnologia agora só possui valor histórico, e não é mais usada cotidianamente.

Como exemplo, a tabela abaixo apresenta o ciclo de vida da tecnologia de gravação fonográfica:
| Nº | Estágio         | Tecnologia de gravação fonográfica                                                                 |
| -- | --------------- | -------------------------------------------------------------------------------------------------- |
| 1  | Precursores     | 1857: o fonoautógrafo é inventado por Édouard-Léon Scott de Martinville.                           |
| 2  | Invenção        | 1877: o fonógrafo é inventado por Thomas Edison.                                                   |
| 3  | Desenvolvimento | 1877-1940: Refinamentos foram feitos para o fonógrafo tornar-se comercialmente viável.             |
| 4  | Maturidade      | 1948: As empresas Columbia Records e RCA introduzem o long-playing record (LP) de 33 rpm e 45 rpm. |
| 5  | Pretendentes    | 1960-1980: fita cassete. 1980-1990: compact disc (CD)                                              |
| 6  | Obsolescência   | 1990-2000: Declínio do LP e substituição pelo CD.                                                  |
| 7  | Antiguidade     | 2000 em diante: às vezes os LP's ainda são utilizados como objeto retrô.                           |

Apesar de alguns benefícios, a fita cassete, se comparada ao LP, sofria uma perda de fidelidade sonora e impossibilitava o usuário de poder tocar as faixas na ordem desejada. Então o CD se revelou seu verdadeiro substituto, pois conservava esses atributos e até os aprimorava.
Se comparado com o seu substituto, nota-se que, enquanto o fonógrafo levou aproximadamente 150 anos para completar seu ciclo de vida, o CD já começou a entrar no estágio de obsolescência em meados de 2010, ou seja, em aproximadamente 30 anos, e será considerado antiguidade muito em breve. É notável o encurtamento do ciclo de vida das tecnologias através dos anos, e para explicar isso, Ray Kurzweil desenvolveu a teoria das mudanças aceleradas, onde ele descreve que o processo de evolução Tecnológica é semelhante a um processo evolucionário de crescimento exponencial.

## O encurtamento do ciclo ou a “aceleração tecnológica”

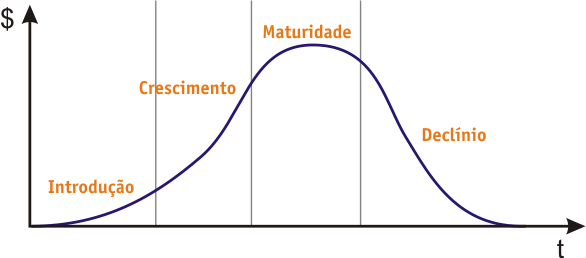
Ciclo de vida do produto.

A aceleração da evolução tecnológica e, consequentemente, o encurtamento do ciclo de vida de uma tecnologia, torna-se ainda mais notável quando observado o campo da computação. Peter Diamandis, em um artigo discorrendo sobre a Lei das Mudanças Aceleradas descrita por Ray Kurzweil, mostra que o crescimento exponencial da computação passou por 5 paradigmas durante o século:
- 1º Paradigma: Computadores eletromecânicos
- 2º Paradigma: Computadores de relés
- 3º Paradigma: Computadores de tubos de vácuo
- 4º Paradigma: Computadores a transistores
- 5º Paradigma: Circuitos integrados

A conhecida Lei de Moore, que descreve o crescimento exponencial dos circuitos integrados, pertence ao 5º paradigma. Isso mostra que a Lei das Mudanças Aceleradas possui um domínio muito maior, e que a Lei de Moore nada mais é do que um subconjunto dela no campo da computação. É importante notar que Ray Kurzweil já mencionou que 6º paradigma do crescimento computacional está a caminho: o circuito integrado tridimensional.
De acordo com Peter Diamandis, existe algumas razões básicas que esclarecem o porquê da aceleração do desenvolvimento tecnológico. Dentre eles estão:
- A Evolução (biológica ou tecnológica) resulta em um melhor produto na próxima geração. Esse produto é assim mais eficaz e possui um melhor método, e é usado no desenvolvimento da próximo estágio do progresso evolucionário. É um processo com realimentação positiva.
- Colocado de um modo diferente, nós estamos usando ferramentas mais rápidas para criar e construir ferramentas ainda mais rápidas.
- Na evolução biológica, a forma de vida mais avançada é capaz de reunir energia e se reproduzir eficientemente, e desse modo superar e evoluir para outras formas de vida.
- Como resultado, a taxa do progresso de um processo evolucionário aumenta exponencialmente ao longo do tempo, e as “mudanças” tal como a velocidade, custo-efetividade, ou o “poder” no geral também aumentam exponencialmente ao longo do tempo.
- Como um processo evolucionário particular (e.g., computação) torna-se mais eficaz (e.g. custo-efetividade), maiores recursos são então implantados para promover o progresso daquele processo. Isso resulta em um segundo nível de crescimento exponencial (i.e., a própria taxa de crescimento exponencial cresce exponencialmente).

Em seu livro The Singularity Is Near, Ray Kurzweil descreve um futuro hipotético em que, devido ao crescimento exponencial tecnológico desenfreado, chegará um ponto onde isso acarretará mudanças insondáveis à civilização humana, principalmente no que concerne ao desenvolvimento da inteligência artificial, atingindo o estágio o qual ele chama de singularidade tecnológica.

## Polêmicas e opiniões contrárias
Enquanto para Ray Kurzweil e Peter Diamandis o processo de evolução tecnológica se assemelha à evolução biológica, no sentido de que o indivíduo melhor capacitado substitui o menos capacitado, há outras pessoas que acreditam que o fato de uma tecnologia se apresentar melhor do que outra não significa necessariamente que irá substituí-la. Há outros fatores que competem para que essa transição ocorra ou não de fato, e eles podem ser de ordem social, moral, política ou econômica. No entanto, é neste último em que aparecem os exemplos mais notórios, onde empresas tentam barrar o desenvolvimento de novas tecnologias para manter sua posição dominante perante o mercado ou tentam acelerar o processo de substituição de seus produtos tecnológicos por versões mais novas, fazendo com que não reste outra saída aos consumidores a não ser comprar a nova tecnologia.

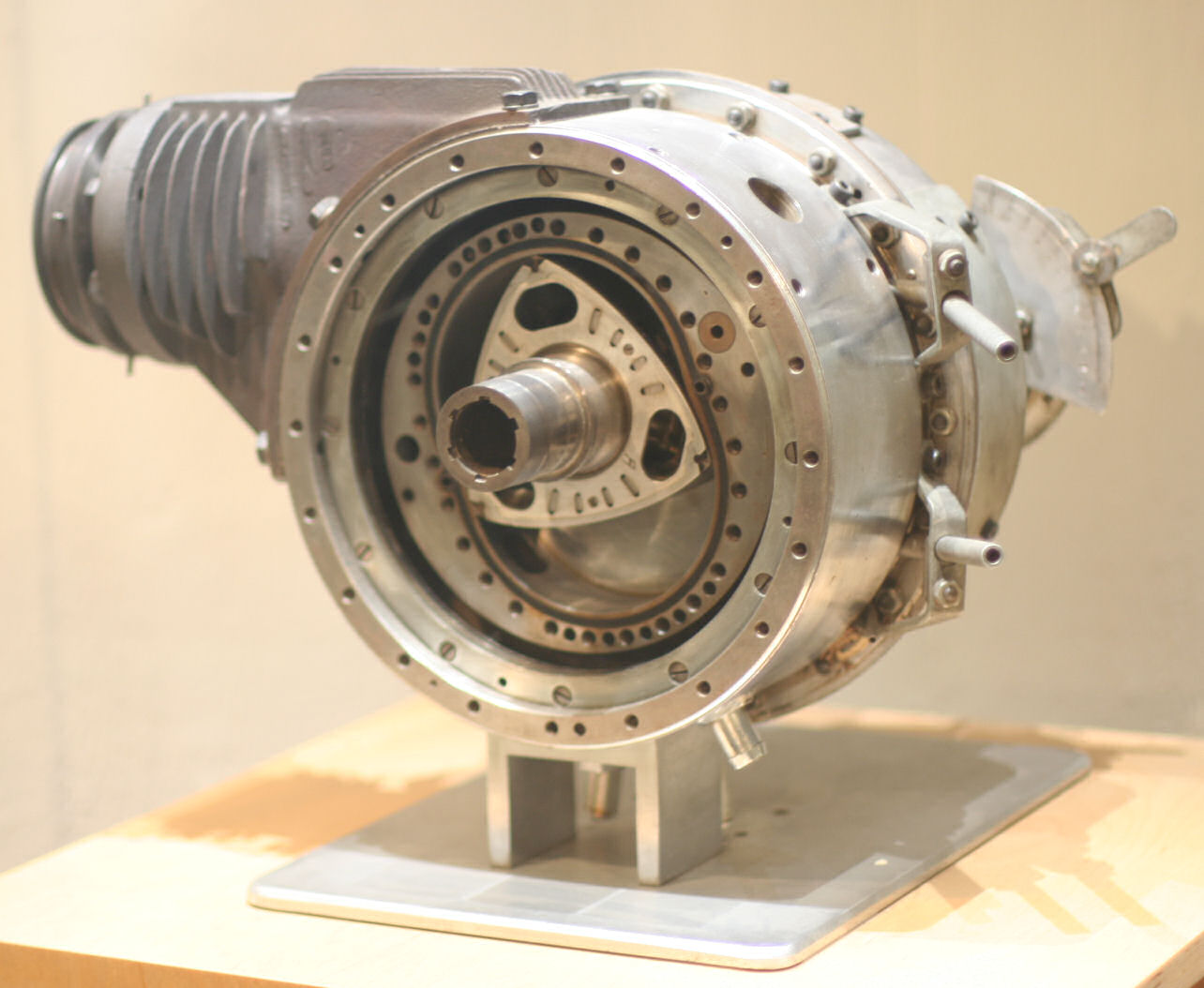
Detalhes do interior do motor Wankel.

Um primeiro exemplo que nos chama a atenção é o caso do motor rotativo Wankel, concebido por volta de 1924 como alternativa aos motores com cilindro e pistão. O motor Wankel possui um estrutura muito simples, sendo seu bloco formado basicamente por três peças: o rotor, a caixa do rotor e o eixo de excêntricos. Não há molas, válvulas, comando de válvulas e outras coisas móveis. Entre as vantagens do motor Wankel se destacam: não existem vibrações, pois só há um movimento rotativo, o que leva a menos desgaste e maior tempo de durabilidade; pela sua simplicidade ele é menor e mais compacto, possibilitando modelar automóveis com melhor aerodinâmica automotiva; e gera mais potência e mais torque do que um motor convencional de mesma cilindrada. A desvantagem mais patente é que o motor Wankel consome mais combustível que os de cilindro e pistão. Também possuía no início algumas outras desvantagens que foram eliminadas por novas versões de motores derivados dele, como é o caso do Quasiturbine. No entanto, podemos perceber a pouca expressividade que esse modelo de motor teve industrialmente, sendo apenas a Mazda que o produziu por um tempo determinado. Devido a interesses comerciais e a padronização do mercado, o motor Wankel nunca conseguiu espaço perante seus concorrentes.

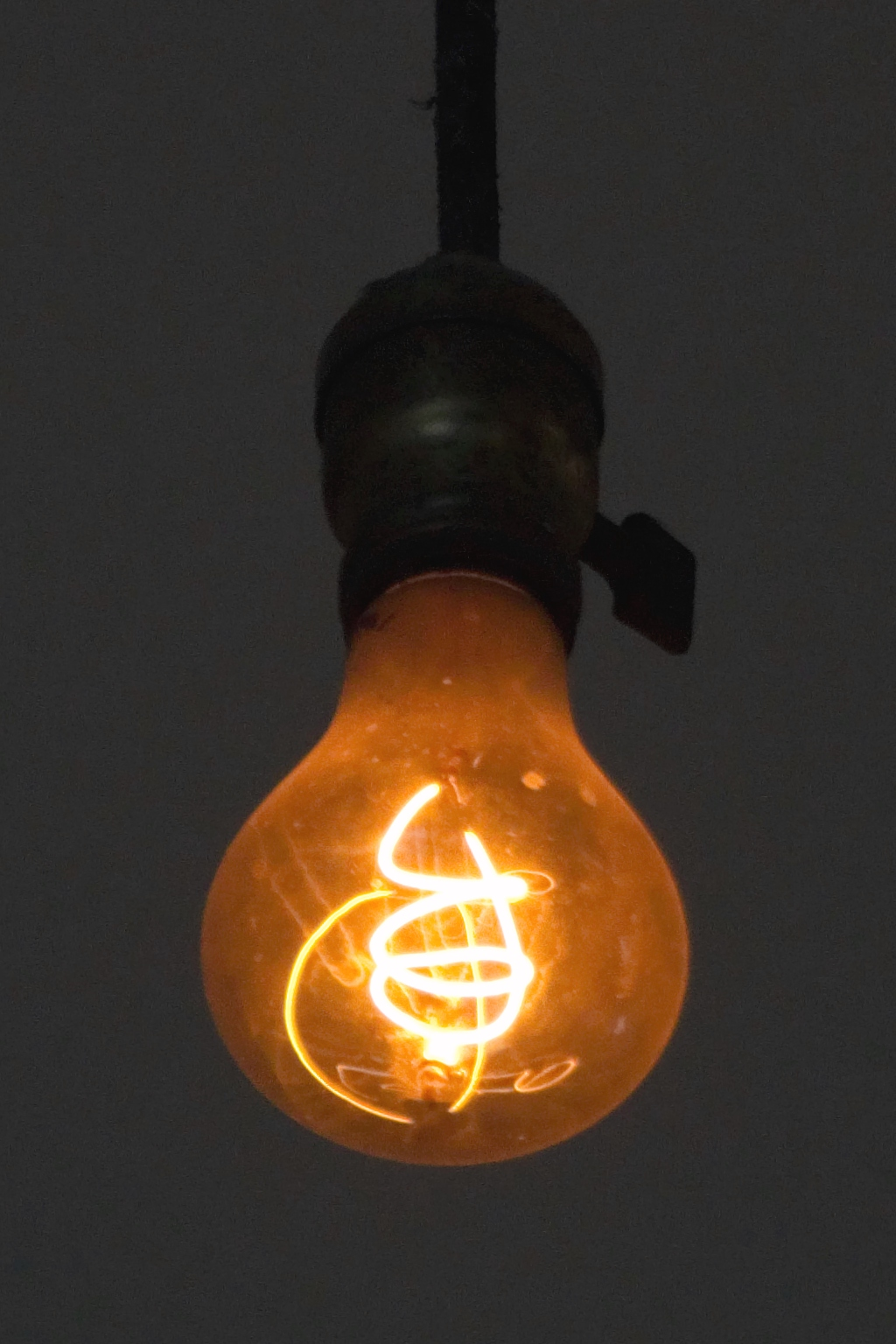
Lâmpada Centenária de Livermore em 17 de novembro de 2013.

Outro exemplo notável é caso da Lâmpada Centenária que funciona desde 1901 em uma unidade de bombeiros na cidade Livermore, na Califórnia (EUA), o que mostra a viabilidade da produção de uma lâmpada de longa duração. Esse fato, principalmente quando apresentado pelo documentário Comprar, Tirar, Comprar, gerou polêmicas e diversas teorias sobre a obsolescência programada realizada por parte das indústrias com o objetivo de forçar o consumidor a sempre adquirir uma nova geração de produtos. A Lâmpada Centenária está registrada no livro do Guiness World Records como o foco de luz elétrica que há mais tempo está aceso em toda a história, enquanto que atualmente as lâmpadas de LED duram de 25 mil a 50 mil horas, as fluorescentes em torno de 6 mil horas e as incandescentes apenas 1 mil horas. O espanhol Benito Muros, que faz parte de um movimento chamado Sem Obsolescência Programada (SOP), inspirado na Lâmpada Centenária desenvolveu uma lâmpada de grande durabilidade, porém ele alega ter recebido ameaças de morte pela intenção de colocar a sua invenção no mercado. Benito Muros, através do movimento SOP, procura desenvolver produtos que não caduquem, pois, segundo ele, algumas peças essenciais para eletrodomésticos, por exemplo, são colocadas propositalmente próximas das partes que mais aquecem no objeto, diminuindo seu tempo de vida, e soma-se a isso, o uso de materiais de menor qualidade. Um estudo realizado pelo Instituto Brasileiro de Defesa do Consumidor (Idec) mostrou que 93% dos brasileiros acreditam que eletroeletrônicas duram menos atualmente, e outros 84% afirmam que eles são feitos para quebrar, o que corrobora com o que foi dito por Benito Muros.
Em outro exemplo mais recente, vários consumidores de diferentes países vêm processando grandes empresas de smartphones alegando obsolescência programada: na Itália, a Samsung e a Apple foram multadas por uma agência reguladora de concorrência pela acusação de obsolescência programada ao diminuir o desempenho dos seus produtos a partir das atualizações de softwares; nos Estados Unidos, consumidores entraram com uma ação coletiva para processar a Apple exatamente pelo mesmo motivo; e no Chile, mais de 130 mil consumidores moveram uma ação coletiva contra a Apple sob a mesma alegação que o norte-americanos. Baseado em notícias como essas, o Idec começa a recolher relatos de consumidores com problemas com o iPhone para ação semelhante em território brasileiro.
Existem também outros casos alheios a interesses econômicos em que a chegada de novas tecnologias não abalaram a tecnologia que até então dominava aquele mercado. Esse é o caso do mercado editorial de livros. Mesmo com a chegada dos livros digitais, os chamados e-books, o mercado de livros impressos não sofreu grandes abalos e o que se observou foi um equilíbrio entre os dois formatos, chegando até a ser observado em certos países, como nos Estados Unidos, o aumento da vendas de livros impressos e a queda da venda de livros digitais.